# Vitörad kattfågel
Vitörad kattfågel (Ailuroedus buccoides) är en fågel i familjen lövsalsfåglar inom ordningen tättingar.

## Utbredning och systematik
Den förekommer endast i de västpapuanska öarna samt på nordvästra Nya Guinea, österut till sydöstra Teluk Irian. Tidigare fördes bronskronad kattfågel (A. geislerorum) och ockrabröstad kattfågel (A. stonii) till vitörad kattfågel.

## Status
IUCN kategoriserar den som livskraftig, men inkluderar bronskronad och ockrabröstad kattfågel i bedömningen.